# Матансас (провинция)
Матансас е една от провинциите на Куба. Населението ѝ е 716 760 жители (по приблизителна оценка от декември 2019 г.), а площта 11 792 кв. км. Намира се в часова зона UTC-5. Телефонният ѝ код е +53 – 52. Административен център е град Матансас.

## Административно деление
Разделена е на 13 общини. Някои от тях са:
1. Карденас
2. Колон
3. Лимонар
4. Лос Арабос
5. Марти
6. Матансас
7. Перико